# Reckless Rufus
Reckless Rufus (lett. "Rufus spericolato") è un videogioco rompicapo d'azione pubblicato nel 1992 per Amstrad CPC, Commodore 64 e ZX Spectrum dalla Alternative Software. Ottenne buone recensioni dalla stampa britannica. Il protagonista, un alieno verde tondeggiante, ricompare in Magic Rufus, uscito solo per Commodore 64 nel 1993, di genere diverso dal precedente.

## Modalità di gioco
Il gioco si svolge su una griglia non continua di blocchi vista dall'alto a schermo fisso, sospesa sul vuoto. Il giocatore controlla Rufus che si sposta in orizzontale e verticale sopra i blocchi, facendo capriole, ma se cade fuori dai blocchi precipita e perde una vita. Per completare un livello è necessario raccogliere cinque cristalli sparsi per lo schema.
Gran parte del livello di solito è vuoto e il principale mezzo per attraversare gli spazi sono i blocchi numerati. Quando Rufus si trova su uno di essi e si sposta verso il vuoto, un nuovo blocco permanente si genera sotto di lui. Il numero si sposta sul nuovo blocco e diminuisce di uno, fino a scomparire quando arriva a zero. Quindi ad esempio un blocco con il numero 5 permette di creare un percorso snodato lungo fino a 5 blocchi nello spazio vuoto. Se i blocchi numerati vengono consumati nel modo sbagliato si può finire in una situazione senza uscita, nel qual caso non si può far altro che suicidarsi. Quando si perde una vita infatti il livello ricomincia da capo.
I livelli sono continuamente attraversati da esseri e robot volanti di vario aspetto, che si muovono secondo schemi diversi e sono letali per Rufus se lo toccano. Per eliminarli, Rufus può sparare in orizzontale o verticale, con munizioni limitate, ma ne arrivano sempre di nuovi. I nemici compaiono dai bordi in modo casuale, perciò è anche possibile perdere una vita all'improvviso a causa della sfortuna.
Possono essere presenti molti altri tipi particolari di blocchi, tra cui trappole che si attivano periodicamente, frecce che spingono Rufus in una certa direzione, teletrasporti, interruttori, blocchi che svaniscono al passaggio. Altri blocchi possono contenere bonus e power-up, come ricariche per l'arma, invisibilità o immobilizzazione dei nemici.
Ci sono in tutto 130 livelli e ogni 10 livelli viene rivelata una password che permette di ricominciare le partite direttamente da quel punto.